# زيزفونية
الفصيلة الزيزفونية أو الزَّيزفونيات هي فصيلة من النبات، تشمل الزيزفون وغيره. يبلغ عدد أنواعها نحواً من 450 نوعاً.